# Condado de Panola (Mississippi)
O Condado de Panola é um dos 82 condados do estado norte-americano do Mississippi. Tem duas sedes de condado: Batesville e Sardis, e a sua maior cidade é Batesville.
O condado tem uma área de 1826 km² (dos quais 54 km² estão cobertos por água), uma população de 34 707 habitantes, e uma densidade populacional de 19,6 hab/km² (segundo o censo nacional de 2010). O condado foi fundado em 1836 e o seu nome significa, numa língua ameríndia, "algodão".